# Stanisław Majewski (polityk)
Stanisław Konstanty Majewski (ur. 11 sierpnia 1939 w Starej Wsi na Lubelszczyźnie) – polski polityk, poseł na Sejm PRL IX kadencji, od 1981 do 1983 wicewojewoda zamojski.

## Życiorys
Syn Szymona i Katarzyny. Pracował w Lubelskim Przedsiębiorstwie „Elektromontaż” (od 1957), potem w Okręgowej Spółdzielni Mleczarskiej w Bychowie, a w latach 1961–1983 w administracji państwowej szczebla powiatowego i wojewódzkiego. W 1968 uzyskał tytuł zawodowy magistra prawa na Uniwersytecie Marii Curie-Skłodowskiej w Lublinie.
W 1959 wstąpił do Zjednoczonego Stronnictwa Ludowego. Od 1973 do 1975 był naczelnikiem powiatu w Bychowie, a w latach 1981–1983 wicewojewodą zamojskim. W latach 1980–1983 był wiceprezesem, a od 1983 do 1989 prezesem Wojewódzkiego Komitetu ZSL w Zamościu. Od 1985 do 1989 pełnił mandat posła na Sejm PRL IX kadencji w okręgu Zamość, zasiadając w Komisji Odpowiedzialności Konstytucyjnej, Komisji Prac Ustawodawczych, Komisji Nadzwyczajnej do rozpatrzenia poselskiego projektu ustawy o konsultacjach społecznych i referendum, Komisji Nadzwyczajnej do rozpatrzenia projektów ustaw zmieniających przepisy dotyczące rad narodowych i samorządu terytorialnego oraz w Komisji Nadzwyczajnej do rozpatrzenia projektu Ordynacji Wyborczej do Sejmu oraz Ordynacji Wyborczej do Senatu.
Prezes Samorządowego Kolegium Odwoławczego w Zamościu.

## Odznaczenia
- Krzyż Kawalerski Orderu Odrodzenia Polski (1984)
- Złoty Krzyż Zasługi (1977)
- Odznaka Honorowa „Zasłużony Pracownik Państwowy”
- Odznaka Honorowa „Zasłużony dla Województwa Lubelskiego”
- Odznaka „Za Zasługi dla Województwa Zamojskiego”